# Le Pardon (Maupassant)
Pour les articles homonymes, voir Le Pardon.
Le Pardon est une nouvelle de Guy de Maupassant, parue en 1882.

## Historique
Le Pardon est initialement publiée dans la revue Le Gaulois du 16 octobre 1882, puis dans le recueil Clair de lune en 1884.

## Résumé
Berthe Savignol a été élevée par ses parents dans l’ignorance des choses de la vie. À dix huit ans, la jeune naïve est mariée avec Georges Baron, un beau garçon qui fait des affaires en bourse.
Elle quitte donc sa campagne et va s’installer à Paris où elle ne fréquente que peu de monde, se contentant de rester dans sa rue. Son mari, lui, vit à sa guise, rentrant parfois à l’aube.
Quand elle reçoit une lettre anonyme lui dévoilant que son mari a pour maitresse Julie Rosset, une jeune veuve, la candide jeune femme accepte sans sourciller l’explication de son mari. Elle est une amie parmi d’autres et d’ailleurs, ils vont aller tous les deux la visiter.
L’entrevue se passe à merveille. Berthe et Julie deviennent les meilleures amies du monde, si bien qu’un appartement se libérant, Georges et Berthe vont habiter dans le même immeuble que Julie Rosset...
Le ménage à trois dure deux ans sans qu’un soupçon effleure Berthe. Quand Julie Rosset tombe gravement malade, Georges oublie un mot compromettant dans sa chambre et, pour la première fois de sa vie, Berthe va se montrer curieuse et soupçonneuse. Elle lit le mot et son monde s’écroule. Elle mettra un an à pardonner à son mari, mais ils ne resteront que de simples amis.

## Extraits
- « Les enfants ne se doutent de rien, et ils arrivent à l’âge de vivre à leur tour, avec un bandeau sur les yeux et sur l’esprit, sans soupçonner les dessous de l’existence, sans savoir qu’on ne pense pas comme on parle, et qu’on ne parle point comme on agit, sans savoir qu’il faut vivre en guerre avec tout le monde, ou du moins en paix armée, sans deviner qu’on est sans cesse trompé quand on est naïf, joué quand on est sincère, maltraité quand on est bon. »

- « Elle ne comprit pas d’abord et restait là stupide. Puis soudain…ce fut comme un grand éclair illuminant son existence, lui montrant toute l’infâme vérité, toute leur trahison, toute leur perfidie. »

## Éditions
- Le Pardon, dans Maupassant, Contes et Nouvelles, texte établi et annoté par Louis Forestier, Bibliothèque de la Pléiade, éditions Gallimard, 1974  (ISBN 978 2 07 010805 3).